# Heksanitroheksaazaizovurcitan
Heksanitroheksaazaizovurcitan, takođe nazvan HNIV i CL-20, je policiklični nitroamin eksploziv sa formulom C
6H
6N
12O
12 i ima molekulsku masu od 438,185. Osamdesetih godina 20. veka, CL-20 je razvijen u fabrici u Čajna Lejku, prvenstveno da bi se koristio za pogonsko gorivo. Ima bolji odnos oksidatora i goriva od konvencionalnog HMX ili RDX. Oslobađa 20% više energije od tradicionalnih goriva zasnovanih na HMX-u i znatno je superiornija od konvencionalnih visokoenergetskih pogonskih goriva i eksploziva.
Dok je najveći deo razvoja CL-20 sprovela korporacija Thiokol, američka mornarica (preko ONR) je takođe bila zainteresovana za CL-20 za upotrebu u raketnim pogonima, kao što su rakete, jer ima niže karakteristike uočljivosti kao što je manje vidljiv dim.
CL-20 još nije ubačen ni u jedan proizvodni sistem naoružanja, ali je u fazi testiranja stabilnosti, proizvodnih mogućnosti i drugih karakteristika oružja.

## Istorija
CL-20 su 1987. godine otkrili istraživači iz Odeljenja za oružje Naval Air Varfare Center u Čajna Lejku u Kaliforniji. U stvari, želeli su da naprave veoma moćan inicijalni eksploziv da bi proizveli manji prajmer. To je trenutno najjači i najsigurniji eksploziv koji postoji sa ovom brzinom detonacije.
Do sada je bio preskup za komercijalnu upotrebu zbog komplikovane sinteze i povezanih visokih troškova proizvodnje.

## Fizičko-hemijska svojstva
Heksanitroheksaazizouritan je bezbojna kristalna supstanca. Rastvara se u hladnoj vodi, slabo rastvorljiv u etanolu, ali se dobro rastvara u acetonu (94,6 g/100 g na 25 °C (77 °F)), acetonitrilu, etil acetatu (45,0 g/100 g na 25 °C), glacijalnoj sirćetnoj kiselini. Relativno hemijski stabilan, ali se lako razlaže hidroksidima, amidima i cijanidima alkalnih metala.
U normalnim uslovima, heksanitroheksaazaizovurcitan se sastoji od četiri stabilne polimorfne modifikacije, koje se nazivaju α-, β-, γ-, δ- i ε-oblici. Razlikuju se po prostornoj orijentaciji nitro grupa, tipu kristalne rešetke i broju molekula u kristalnoj rešetki. Ovi oblici su u stanju da se transformišu jedan u drugi: β-oblik (ortorombična kristalna ćelija) prelazi u γ-oblik (monoklinska kristalna ćelija) na 185 °C (365 °F), koji menja svoju kristalnu strukturu kada se zagreje na 230 °C (446 °F). α-oblik se dobija precipitacijom heksanitroheksaazoizovurcitana hloroformom iz rastvora sulfolana. δ-forma je labilna i postoji samo u uslovima visokog pritiska. Najgušća struktura i najveća termička stabilnost je ε-oblika.

## Sinteza
Prvo, benzilamin (1) se kondenzuje sa glioksalom (2) u kiselim i dehidrirajućim uslovima da bi se dobilo prvo intermedijerno jedinjenje.(3). Četiri benzil grupe se selektivno podvrgavaju hidrogenolizi korišćenjem paladijuma na ugljeniku i vodonika. Amino grupe se zatim acetiluju tokom istog koraka korišćenjem anhidrida sirćetne kiseline kao rastvarača. (4). Konačno, jedinjenje 4 reaguje sa nitronijum tetrafluoroboratom i nitrozonijum tetrafluoroboratom, što rezultira HNIV.

## Kokristalni proizvod sa HMX
U avgustu 2012. Onas Bolton i dr. objavljeni rezultati koji pokazuju da kokristal od 2 dela CL-20 i 1 dela HMX ima slična bezbednosna svojstva kao HMX, ali sa većom snagom paljenja bližom CL-20.

## Kokristalni proizvod sa TNT-om
U avgustu 2011, Adam Matzger i Onas Bolton objavili su rezultate koji pokazuju da kokristal CL-20 i TNT ima dvostruko veću stabilnost od CL-20 — dovoljno siguran za transport, ali kada se zagreje na 136 °C (277 °F), kokristal može razdvojiti na tečni TNT i kristalni oblik CL-20 sa strukturnim defektima koji je nešto manje stabilan od CL-20.

## CL-20 kovalentna lanca i mreže
KP Katin i MM Maslov su 2017. godine dizajnirali jednodimenzionalne kovalentne lance zasnovane na molekulima CL-20. Takvi lanci su konstruisani korišćenjem CH
2 molekularni mostovi za kovalentnu vezu između izolovanih CL-20 fragmenata. Teorijski je predviđeno da se njihova stabilnost povećava sa efikasnim rastom dužine. Godinu dana kasnije, MA Gimaldinova i kolege su pokazali svestranost CH
2 molekularni mostovi. Pokazano je da upotreba CH
2 mostovi su univerzalna tehnika za povezivanje i CL-20 fragmenata u lancu i lanaca zajedno da bi se napravila mreža (linearna ili cik-cak). Potvrđeno je da povećanje efektivnih veličina i dimenzionalnosti kovalentnih sistema CL-20 dovodi do rasta njihove termodinamičke stabilnosti. Stoga se čini da je formiranje CL-20 kristalnih kovalentnih čvrstih materija energetski povoljno, a molekuli CL-20 su u stanju da formiraju ne samo molekularne kristale već i kovalentne strukture. Numerički proračuni CL-20 lanaca i elektronskih karakteristika mreža su otkrili da su to poluprovodnici širokog pojasa.

## Korišćenje
Prema proceni DRDO-a, prednosti CL-20 su 15 puta moćniji je od oktogena, sam oktogen je 4 puta jači od heksogena.
Očekuje se da će prva municija koja koristi eksploziv ICL-20 biti tenkovska granata 120 mm tenka Arjun. Nije isključeno da će indijska vojska u narednih 15-20 godina preći na upotrebu novih eksploziva.
Glavni nedostatak sadašnjeg ICL-20 je cena proizvodnje. Cena sinteze 1 kg (2,2 lb) ICL-20 je skoro 70.000 rupija (oko 1.530 USD). Dok proizvodi 1 kg (2,2 lb) oktogena, Indija košta samo 6.000 Rupija, dok 1 kg (2,2 lb) heksogena košta samo 750 Rupija.
Do danas, DRDO laboratorije su sintetizovale skoro 100 kg (220 lb) ICL-20. CL-20 je izmišljen u Čajna Lejku (slova CL potiču iz Čajna Lejka) u Kaliforniji 1987. Ovaj eksploziv je takođe poznat kao heksanitroheksaazaisovurcitan.
Trenutno, ovaj eksploziv nije proizveden u industrijskom obimu i nije korišćen za pravljenje bombi, uglavnom zbog visoke cene sinteze.
Američka mornarica je ranije izrazila interesovanje za CL-20, koji namerava da koristi kao jednu od komponenti raketa na čvrsto gorivo.

## Osobine
| Osobina                  | Vrednost |
| ------------------------ | -------- |
| Broj akceptora vodonika  | 12       |
| Broj donora vodonika     | 0        |
| Broj rotacionih veza     | 6        |
| Particioni koeficijent ( | 11,1     |
| Rastvorljivost (logS, log(mol/L))       | -11,2    |
| Polarna površina (PSA, Å2)  | 294,4    |

## Literatura
- Clayden, Jonathan; Greeves, Nick; Warren, Stuart; Wothers, Peter (2001). Organic Chemistry (I изд.). Oxford University Press. ISBN 978-0-19-850346-0.
- Smith, Michael B.; March, Jerry (2007). Advanced Organic Chemistry: Reactions, Mechanisms, and Structure (6th изд.). New York: Wiley-Interscience. ISBN 0-471-72091-7.
- Katritzky A.R.; Pozharskii A.F. (2000). Handbook of Heterocyclic Chemistry (Second изд.). Academic Press. ISBN 0080429882.

## Dodatna literatura
- Bolton, Onas; Adam J. Matzger (12. 9. 2011). „Improved Stability and Smart-Material Functionality Realized in an Energetic Cocrystal”. Angewandte Chemie. 123 (38): 9122—9125. Bibcode:2011AngCh.123.9122B. PMID 21901797. doi:10.1002/ange.201104164. hdl:2027.42/86799 .
- Lowe, Derek (11 November 2011) "Things I won't work with: Hexanitrohexaazaisowurtzitane"